# Roy McFarland
Roy Leslie McFarland (nacido el 5 de abril de 1948) es un director técnico de fútbol inglés que también fue jugador, notablemente en el Derby County donde jugó 434 partidos de liga y en la selección de Inglaterra, para la cual disputó 28 partidos internacionales. 

## Clubes

### Jugador
| Club               | País       | Año         | Partidos | Goles |
| Tranmere Rovers FC | Inglaterra | 1966 - 1967 | 35       | 0     |
| Derby County FC    | Inglaterra | 1966 - 1981 | 434      | 44    |
| Bradford City AFC  | Inglaterra | 1981 - 1982 | 40       | 1     |
| Derby County FC    | Inglaterra | 1983 - 1984 | 8        | 0     |

### Entrenador
| Club                | País       | Año         |
| ------------------- | ---------- | ----------- |
| Bradford City AFC   | Inglaterra | 1981 - 1982 |
| Derby County FC     | Inglaterra | 1984        |
| Derby County FC     | Inglaterra | 1993 - 1995 |
| Bolton Wanderers FC | Inglaterra | 1995 - 1996 |
| Cambridge United FC | Inglaterra | 1996 - 2001 |
| Torquay United FC   | Inglaterra | 2001 - 2002 |
| Chesterfield FC     | Inglaterra | 2003 - 2007 |
| Burton Albion FC    | Inglaterra | 2009-2010   |